# マリ自治ソビエト社会主義共和国

マリ自治ソビエト社会主義共和国
Марийская Автономная Советская Социалистическая Республика
 Марий Автоном Совет Социализм Республик

マリ自治ソビエト社会主義共和国の位置

マリ自治ソビエト社会主義共和国（マリじちソビエトしゃかいしゅぎきょうわこく、マリ語: Марий Автоном Совет Социализм Республик、ロシア語: Марийская Автономная Советская Социалистическая Республика）またはマリASSRはロシア・ソビエト連邦社会主義共和国の自治共和国。沿ヴォルガ連邦管区に位置しておりヨーロッパ・ロシアの東部に位置している。首都はヨシュカル・オラ。

## 概要
1936年のスターリン主義憲法の採択以降、1936年12月5日にマリ自治州の格上げによって設立された。領土面積は23,200km2であり、人口は739,000人であった。都市人口と農村人口はそれぞれ458,000人対281,000人であった。1965年にはレーニン勲章を、1970年には十月革命勲章を、1972年には民族友好勲章を受賞している。
1991年の以降のソビエト連邦の崩壊に伴ってマリASSRはマリ・エル共和国になり主権を宣言したが、以降もロシア連邦にとどまっている。現在はマリ・エル共和国として知られているが、マリASSR時代含めマリ共和国とされることもある。この場合はアフリカのマリ共和国との区別が必要である。

## 民族構成
国勢調査によればマリASSRの人口構成は以下のようであった。
- マリ人 - 307,000
- ロシア人 - 335,000
- タタール - 41,000

## 註
1. ↑  СССР, Административно-териториаляное деление союзных республик, стр. 45: Данните са към 1 януари 1987 г.
2. 1 2  СССР Энциклопедический справочник, ред. А. М. Прохоров, стр. 532